# Ratata (album)
Albums de Arno
Idiots savants
(1993) À poil commercial
(1999)
Ratata est un album d'Arno sorti en 1990.

## Réception
Selon l'édition française du magazine Rolling Stone, cet album est le 70e meilleur album de rock français (bien qu'il soit en fait belge).

## Liste des pistes
| No  | Titre                        | Durée |
| --- | ---------------------------- | ----- |
| 1.  | Lonesome Zorro               | 3:39  |
| 2.  | Dance Till You Drop          | 3:16  |
| 3.  | Mon Sissoyen                 | 2:52  |
| 4.  | Ratata                       | 3:45  |
| 5.  | I've Done My Best            | 3:51  |
| 6.  | Whoop That Thing             | 3:27  |
| 7.  | Marie tu m'as (Marie Thumas) | 3:12  |
| 8.  | I'm Not There                | 3:34  |
| 9.  | I Can't Stand It             | 3:37  |
| 10. | Music Is The Dope            | 3:52  |